# Apilarnil
Az Apilarnil legfeljebb 7 napos here méhlárvákból előállított készítmény márkaneve. A hagyományos népi méhészetet is figyelembe véve egy román méhész, Nicolae V. Ilieşiu, állította elő először 1980-ban. A termék neve a méhészet, lárva, és a feltaláló nevének első betűiből összerakott mozaikszó.

## Az Apilarnil előállítása és felhasználása
A legfeljebb 7 napos herelárvákat begyűjtik, a termék állaga a joghurtéhoz hasonló. Gyorsan romlik (legfeljebb 12 óráig tárolható szobahőmérsékleten), ezért -5 és -20°C közötti hőmérsékleten tárolják. Mézbe keverve vagy víztelenítés után tabletta vagy kapszula formájában árusítják.
Az Apilarnil gyógyszernek nem minősülő élelmiszer. Roboráló, potencianövelő és más hatásokat tulajdonítanak neki. Török kutatók csirkéken végzett kísérletekkel kimutatták, hogy az Apilarnil csökkentette a vér cukor- és koleszterintartalmát, a szorongást, és növelte a tesztoszteronszintet, de a növekedésre nincs hatással (nincs anabolikus hatása).
A Szegedi Tudományegyetemen PhD képzés keretében Adrienn Seres Pharm.D. (SZTE, Gyógyszertudományok Doktori Iskola) patkányokon végzett kísérleteket. Eredményeit 2013. október. 11-én, a Professzorok az Európai Magyarországért Egyesület által szervezett „Együtt a biztosabb tudományos karrierért, a jövőtervezésért” c. országos tudományos tanácskozáson (VII. Ph.D Konferencia, Orvos és Egészségtudomány szekció) is bemutatta, hangsúlyozva a herék táplálására használt tej rendkívüli androgén és ösztrogén hatásait.